# Internationaler Bund der Tierversuchsgegner
Der Internationale Bund der Tierversuchsgegner (IBT) ist eine seit 1968 bestehende, österreichische Tierrechtsorganisation mit Sitz in Wien. Rechtlich gesehen handelt es sich um einen Verein.

## Ziele
Der Verein tritt für die Abschaffung aller Tierversuche ein. Zu diesem Zweck informiert die Organisation die Öffentlichkeit über Tierversuche und andere Tierschutzfragen.
Die Arbeit des IBT gliedert sich in vier Hauptaufgabengebiete:
- Politische Lobbyarbeit, im Rahmen der Dachorganisation Europäische Koalition zur Beendigung von Tierversuchen auch auf europäischer Ebene
- Erstellung von Studien zur Unterstützung der Lobbyarbeit
- Forschung nach Ersatzmethoden
- Abschaffung von Pelztierzucht und -fang

## Ausgewählte parlamentarische Initiativen

### Verbot von Tierversuchen an großen Menschenaffen
Am 4. Februar 2004 hat der IBT eine parlamentarische Bürgerinitiative zum Verbot von Tierversuchen an großen Menschenaffen eingebracht, die im Petitionsausschuss des österreichischen Nationalrates behandelt wurde. In der Folge forderten die vier im österreichischen Parlament vertretenen Parteien durch einen gemeinsamen Entschließungsantrag im Dezember 2004 das generelle Verbot von Tierversuchen an Menschenaffen. Demgemäß schreibt die erfolgte Novelle des Tierversuchsgesetzes in Paragraph 3 fest, dass Tierversuche an allen Arten und Unterarten der Schimpansen, Bonobos und Gorillas sowie an allen Arten und Unterarten der Familien der Orang-Utans und Gibbons verboten sind.

### Import- und Handelsverbot von Hunde- und Katzenfellen
Am 30. Juni 2005 hat der Verein eine parlamentarische Bürgerinitiative zum Import- und Handelsverbot von Hunde- und Katzenfellen und von Hunde- und Katzenleder sowie von daraus hergestellten Produkten eingebracht. Darauf hat die Ressort zuständige Bundesministerin im Herbst 2006 ihre Absicht erklärt, das Import- und Handelsverbot von Hundefellen und Katzenfellen und von Hunde- und Katzenleder sowie von daraus hergestellten Produkten umzusetzen.

### Tierschutz in die Verfassung
Im Frühjahr 2009 hat die Organisation eine parlamentarische Bürgerinitiative zur Verankerung des Tierschutzes in der Verfassung initiiert und zur Behandlung an das Parlament weitergeleitet. Die Umsetzung dieser offen gebliebenen Forderung des Tierschutz-Volksbegehrens soll den Schutz des Lebens und des Wohlbefindens der Tiere in all jenen Fällen gewährleisten, bei denen die Güterabwägung mit verfassungsrechtlich geschützten Werten (z. B.: Freiheit der Religionsausübung, Freiheit der Wissenschaft oder der Freiheit der Kunst) erforderlich ist.

## Öffentlichkeitsarbeit
- Leben und Forschung ohne Grausamkeit (Vereinszeitschrift)
- transparent (Informationen der Bundeszentrale der Tierversuchsgegner Österreichs)
- „Preis für tierversuchsfreie Forschung“, der am 25. März 2009 an die Tierärztin  Bianca Patan für die Entwicklung eines ex-vivo-Modells zur Untersuchung der Pferdekrankheit Hufrehe vergeben wurde